# Elaphrocnemus
Elaphrocnemus — вимерлий рід птахів вимерлої родини Orthocnemidae або Idiornithidae ряду Журавлеподібні (Gruiformes). Існував в еоцені та олігоцені. Скам'янілі рештки знайдені на території Франції.

## Класифікація
В роді описано три види:
- Elaphrocnemus bordkorbi
- Elaphrocnemus crex
- Elaphrocnemus phasianus